# NetSat
Die Formationsflugmission NetSat des Zentrums für Telematik am Technologie- und Gründerzentrum Würzburg besteht aus vier 3U-Cubesats.  Es werden die Anwendung neuartiger Ansätze und Algorithmen, sowie Technologien zur Formationskontrolle und -koordination erforscht. Der europäische Forschungsrat (ERC) förderte den Bau der Satelliten sowie die Entwicklung der Formationsflugalgorithmen. Darüber hinaus zeichnete der europäische Forschungsrat NetSat mit dem Advanced Grant aus. Die In-Orbit-Demonstration (Formation Test bzw. ForTe) wurde vom Bayerischen Staatsministerium für Wirtschaft, Landesentwicklung und Energie gefördert. Insgesamt ermöglicht das die Durchführung wichtiger Experimente als ersten Schritt zum „Internet of Space“.

## Missionsziele

### Experimente zum Formationsflug von Kleinstsatelliten und Inter-Satelliten-Kommunikation
Die NetSat-Mission soll weltweit erstmals die Kooperation von mehr als zwei Satelliten in einer 3-dimensionalen Konfiguration zeigen. Dafür müssen die Satelliten im Orbit eine Formation im 3-dimensionalen Raum bilden und halten (Formationsflug). Hierbei fliegen die vier NetSat-Satelliten in nahezu gleicher Bahnhöhe, d. h. ihre Orbits unterscheiden sich um maximal 1 km, da größere Unterschiede aufgrund der treibstoffsparenden aber schubschwachen Ionenantriebe nicht ausgeglichen werden können. Dabei sind die Antriebe in regelmäßigen Abständen zu zünden. Bei der traditionellen Satellitenkonstellation wird den einzelnen Satelliten von einer Bodenstation aus ihre korrekte Position vorgeben, mit Trackingantennen überwacht und gegebenenfalls nachgesteuert.  Bei der NetSat-Mission dagegen wird von der Bodenstation Würzburg lediglich die Zielformation vorgegeben. Wie die Satelliten diese Formation erreichen, müssen sie autonom entscheiden und selbstständig die entsprechenden Bahnkorrekturen vornehmen. 
Anders als zum Beispiel bei den chinesischen Formationsflug-Experimenten mit Shijian 9A und 9B erfolgt dieser Prozess nicht nach dem Master/Slave-Prinzip, sondern verteilt. Jeder Satellit versucht für sich, die Zielvorgabe zu erreichen, während er über Sensoren ständig den Abstand zu seinen Nachbarn misst und seinen Entscheidungen per Inter-Satelliten-Funk mit ihnen abstimmt. Zu Beginn der Mission haben die vier Satelliten noch einen Abstand von 50 km. Hierbei befinden sich die Satelliten auf einer Linie im nahezu gleichen Orbit (≤ 1 km), die sogenannte „Along Track Formation“ (ATF).  Innerhalb eines Jahres wird dann der Abstand auf wenige Meter verkürzt. Sobald der relative Abstand aller Satelliten zueinander auf unter 5 km gesenkt wurde, können die Satelliten eine 3-dimensionale Konfiguration einnehmen. Dabei bilden sie einen einmal pro Erdumlauf um sich selbst rotierenden Tetraeder. Die Rotation des Tetraeders, bei der in mehreren Schritten eine Helixformation mit wie bei einem DNS-Molekül umeinander verdrillten Bahnen der Satelliten eingenommen wird,
ist notwendig, da sich bei einer Flughöhe von weniger als 600 km die Reibung der Erdatmosphäre noch bemerkbar macht und so alle Satelliten während eines Erdumlaufs im Durchschnitt den gleichen Störkräften ausgesetzt sind.

### Grundlagen für zukünftige Sensornetzwerke zur 3-dimensionalen Erdbeobachtung
Wenn Dinge aus großer Höhe komplett ohne tote Winkel erfasst werden sollen, müssen sie, ähnlich wie beim Synthetic Aperture Radar, aus verschiedenen Richtungen aufgenommen und die Bildinformationen kombiniert werden. Die dafür nötigen Techniken zur optimalen Selbstorganisation einer Satellitenformation im dreidimensionalen Raum werden nun zunächst mit vier Satelliten erprobt.
In einer Folgemission, CloudCT, die ursprünglich 2021 starten sollte, plante das Zentrum für Telematik unter seinem Leiter Klaus Schilling, mit zehn Kleinsatelliten nach dem Prinzip der Computertomographie das an Wolken gestreute Sonnenlicht aus mehreren Blickwinkeln zu vermessen, um die räumliche Verteilung von Aschepartikeln und Aerosolen in ihnen zu dokumentieren und so die Klimaforschung zu unterstützen. 
Langfristig ist daran gedacht, aus mehreren, in Formation fliegenden Satelliten mit jeweils einer kleinen Kamera nach dem Prinzip des optischen Interferometers ein großes Teleskop mit synthetischer Apertur zu schaffen und dieses für hochauflösende Erdbeobachtung zu nutzen.

### Optimierung und Weiterentwicklung von Anwendungen für das „Internet of Space“
Denkbar ist für die Zukunft auch eine Zusammenarbeit zwischen größeren Satelliten, wie sie zum Beispiel auch von der Chinesischen Akademie für Weltraumtechnologie zwischen den einzelnen Teleskopen des Lauschprojekts geplant ist, sowie kleineren Flotten. Besonders interessant sind hierbei die wirtschaftlichen Perspektiven für künftige Multi-Satellitensysteme, etwa für das Internet der Dinge.
Während zum Beispiel die Starlink-Satelliten der amerikanischen Firma SpaceX zwar Positionsangaben austauschen, sich aber noch nicht selbst organisieren können, ist bei NetSat unter anderem eine autonome Kollisionsvermeidung Teil des Systems.

## Start
Die vier Cubesats wurden am 28. September 2020 um 11:20 (UTC) von einer Sojus-2.1b-Fregat vom russischen Weltraumbahnhof Kosmodrom Plessezk gestartet.

## Bahndaten
Die NetSat-Satelliten werden in einem Sonnensynchronen Orbit (SSO) auf einer Höhe von 575 km und einer Inklination von 97,66° ausgeworfen. Nach Abschluss der Lagestabilisierung der Satelliten (Detumbling) bilden die vier NetSat-Satelliten eine Formation und besitzen somit leicht unterschiedliche TLE-Daten, mit denen ihre Bahn eindeutig beschrieben werden kann.

## Technische Daten

### Energieversorgungssystem

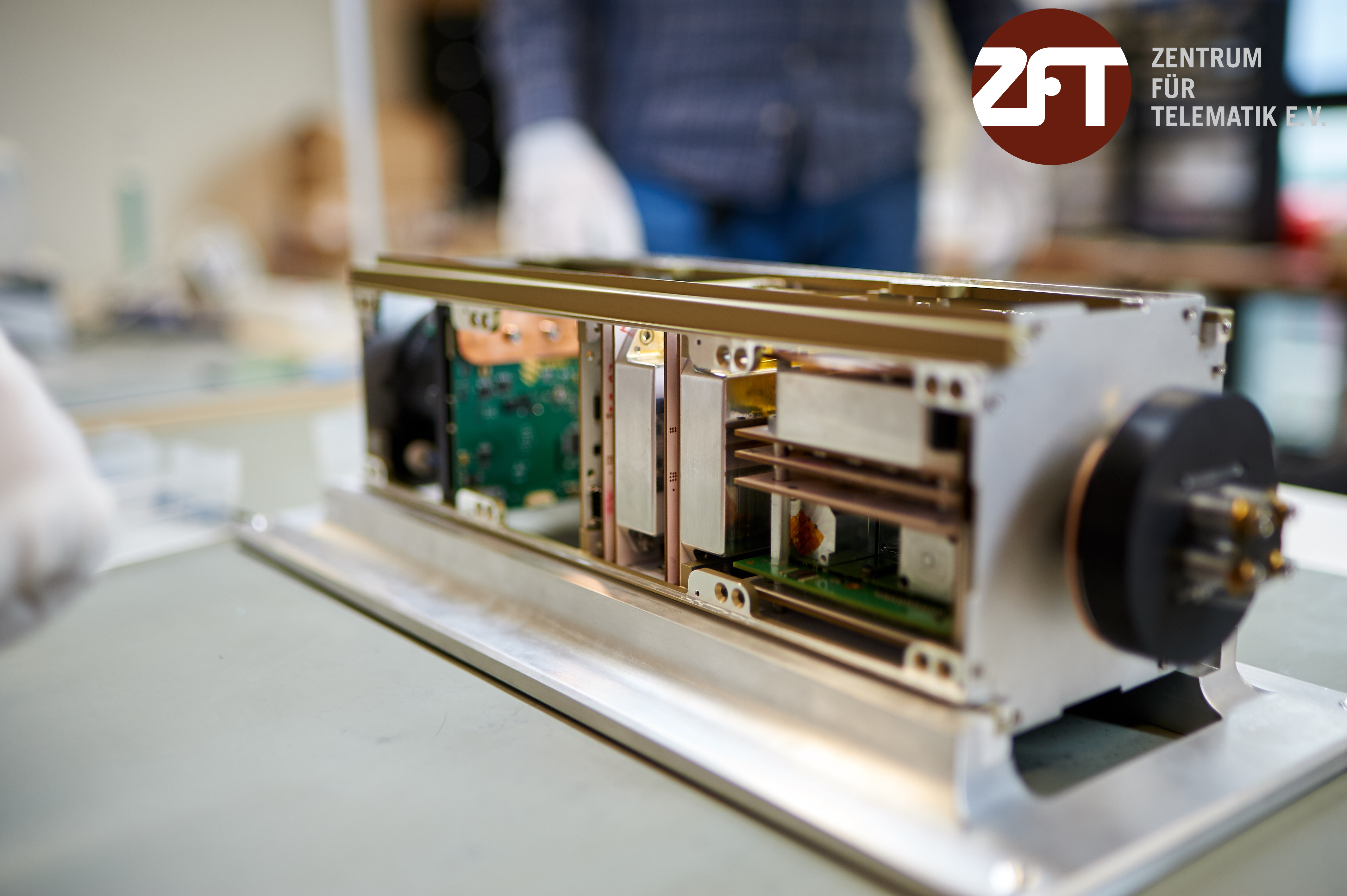
Darstellung eines NetSat-Satelliten ohne äußere Panel.

Jeder NetSat-Satellit hat mehrere Akkueinheiten verbaut, um den Energiebedarf zu decken. Die Solarzellen an den äußern Panels versorgen den Satelliten zusätzlich mit Energie und laden ggf. die Akkueinheiten wieder auf.

### Lageregelungssystem
Damit sich die NetSat-Satelliten relativ zu ihren Geschwistersatelliten und zur Erde ausrichten können, besitzen die Cubesats jeweils ein Lage- und Bahnregelungssystem, das sog. AOCS: Eine Kombination aus Lagesensoren, Microreaktionsrädern und Magnettorquer.

### Bordcomputer
Die NetSat-Satelliten bestehen aus mehreren Mikroprozessoren. Das Herzstück des Satelliten ist jedoch der On-Board-Computer. Dies ist der 16-Bit-Mikrocontroller MSP430 von Texas Instruments mit einem 16-MHz-Oszillator.

### Kommunikationssystem
Die Satelliten besitzen eine Kreuzdipol-Antenne, um mit der Bodenstation in Würzburg bei einem orbitalen Überflug zu kommunizieren. Die Sende- und Empfangsfrequenz beträgt wie schon bei der UWE-4-Mission 435,600 MHz.

### Antrieb
Der Antrieb ist ein Ionentriebwerk der österreichischen Firma Enpulsion. Dieses bringt einen maximalen Schub von 350 µN auf, sodass es den Satelliten möglich ist, ihre Umlaufbahn bzw. ihren Orbit jederzeit anzupassen.